# Mario Broglio
Mario Broglio (Piacenza, 2 agosto 1891 – San Michele di Moriano, 22 dicembre 1948) è stato uno scrittore, pittore, scultore ed editore d'arte italiano.
Fondò la rivista Valori plastici e l'omonima collana di riviste in cui uscirono saggi fondamentali quali Piero della Francesca di Roberto Longhi e Giotto di Carlo Carrà.

## Formazione

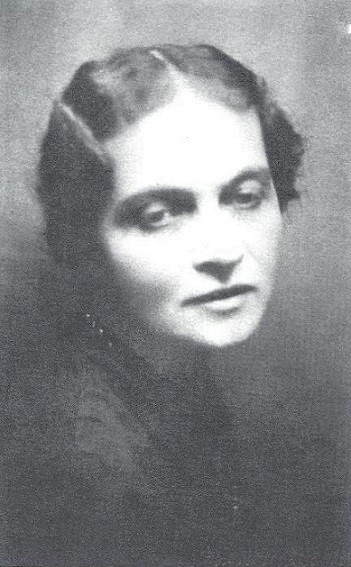
La moglie Edita

Appena dopo la sua nascita, il padre trasferisce la famiglia a Roma, dove Mario inizia dapprima gli studi classici, abbandonandoli dopo aver visto un uomo dipingere vicino al Tevere per iscrivendosi all'Accademia di Belle Arti, dove strinse amicizia con A. Bartoli, Cipriano Efisio Oppo ed E. Pratelli. Entra in contatto col gruppo della "Terza saletta", gli "Amici del caffè" e stringe rapporti con letterati come A. Baldini, A. Onofri e C. Legnani. Intorno al 1914 conosce la futura moglie, la pittrice lettone Edita Walterowna zur Muehlen, che ne influenza la formazione artistica.

## Attività editoriale eValori Plastici
Incitato dall'allora direttore della terza pagina del Tempo G. Papini, Mario collabora scrivendo articoli di critica d'arte. Quando si vede tagliato parte di un saggio, rinuncia alla collaborazione e fonda una propria rivista: nasce così il 15 novembre 1918 Valori plastici, che diresse sino alla chiusura nel 1922. Tale rivista fu l'espressione dell'omonimo movimento artistico che negli anni Venti difese i valori formali dell'arte italiana del Tre-Quattrocento e al quale aderirono pittori come Carlo Carrà, Giorgio de Chirico, Alberto Savinio, Roberto Melli, Filippo de Pisis e scultori come Arturo Martini. Attraverso la rivista elabora, oltre ad un vasto programma di ridefinizione dei valori del passato, la difesa della Metafisica e lo studio dei quattrocentisti e dei "primitivi" italiani.  
Diresse anche l'attività espositiva del gruppo sia in Italia che in Germania (Berlino, 1922, Hannover, Dresda e Monaco) valorizzando figure come appunto de Chirico, Morandi, Carrà e Martini.
Sotto la presidenza di S. Benelli, nel 1921 la Società delle Belle Arti di Firenze allestì nel parco San Gallo la mostra "Fiorentina primaverile" nel cui catalogo Broglio presenta profili, oltre che della moglie, di ulteriori artisti come Bartoli, Devia, De Angelis, Francalancia, Giannattasio, Ruggeri, Socrate, Spadini, facenti parte del gruppo "Valori plastici".
Diede poi vita insieme alla moglie, Flaminio Martellotti e Vittorio E. Barbaroux, alla collana Valori plastici, con sede a Roma, per Hoepli dirigendola dal 1936 al 1948 e pubblicando opere monografiche come il Piero della Francesca di Longhi (1927), Giotto di Carrà,  R. Dazzi di Ugo Ojetti, Fattori di E. Cecchi.

## Attività artistica
La sua azione di uomo di cultura è sotto certi aspetti analoga a quella della sua pittura: volontà di ritorno all'ordine; apertura all'Europa, influsso avuto sulla nuova oggettività, ad esempio; saldi riferimenti al museo.
Esordisce a Roma nell'ambito delle Secessioni; di questo periodo rimangono scarse testimonianze, che sottolineano ancor più la singolarità del distacco con le esperienze successive.
Le sue opere manifestano una ricerca di levigata politezza della materia pittorica, fino alla scelta rigorosa degli oggetti per le nature morte, in cui si colgono riflessi delle analoghe esperienze condotte in pittura dalla moglie Edita che, dotata di maggiori qualità pittoriche, interviene spesso nella realizzazione dei suoi dipinti.
Per dedicarsi completamente alla pittura, nel 1924 lascia Roma, vivendo in diverse località italiane (Rotavallo, Formia, Capri, Cuneo) e dal 1927 per lunghi periodi a Parigi e successivamente a Cannes.
Nel giugno 1939 ritorna in Italia dalla Francia stabilendosi a San Michele di Moriano vicino Lucca. Mentre lavora ad una serie di saggi, più tardi raccolti in Dove va l'arte moderna?, muore il 22 dicembre del 1948.

### Esposizioni
Espose alla Quadriennale di Roma nel 1935, 1939 (incoraggiato da Oppo che gli assegnò una sala personale e dove fu premiato con 5000 £) e 1943.
Partecipa alla Biennale di Venezia nel 1936 (premiato per La donna e il mare), 1948 e con una retrospettiva di 24 opere, presentata da Carrà, nel 1950.

## Pubblicazioni
- Fiorentina primaverile, catalogo della mostra, Roma, 1922.
- Dove va l'arte moderna?, Spoleto, s.d.

## Opere pittoriche
- Paesetto serale e Veduta, 1910
- Piazza Barberini, 1915
- Veduta serale, 1924
- Spiaggia, 1929
- Vindicio, 1929
- Cavallino di cartapesta, 1930
- Natura morta, 1934
- Autoritratto, 1934
- La roccia, 1934
- La donna e il mare, 1936
- Indossatrice, 1938
- Testa di donna, 1938
- Autoritratto, 1938
- Ritratto con fiori, 1938
- Ritratto in nero, 1938
- Natura morta, 1943
- Natura morta, 1943
- Natura morta, 1943
- Ritratto della signora Volta, 1945.